# Hemiboeckella powellensis
Hemiboeckella powellensis is een eenoogkreeftjessoort uit de familie van de Centropagidae. De wetenschappelijke naam van de soort is voor het eerst geldig gepubliceerd in 1979 door Bayly.